# Den Coninck van Spaignien
Den Coninck van Spaignien of Bakkershuis (Frans:  Maison du Roi d'Espagne of Maison des boulangers) is een bouwwerk in barokstijl aan de Grote Markt in Brussel, de hoofdstad van België. Het pand draagt het huisnummer 1 en ligt op de hoek met de Boterstraat. Het is, net als het buurpand Den Cruywagen, een werk van Jan Cosijn.

## Geschiedenis
Den Coninck van Spaignien is gebouwd als gildehuis voor het gilde der bakkers.
Tijdens de Negenjarige Oorlog tussen het Frankrijk van Lodewijk XIV en de Liga van Augsburg werd Brussel op 13, 14 en 15 augustus 1695 met kanonnen en mortieren gebombardeerd. Vrijwel alle gebouwen aan de Grote Markt werden daarbij met de grond gelijkgemaakt. In 1697 begon de bouw van het huidige pand. Twee chronogrammen herinneren daaraan.
Het eerste chronogram staat op het hoofdgestel tussen de eerste en tweede verdieping, onder het borstbeeld van Karel II van Spanje:
haC statVIt pIstor VICtrICIa sIgna trophæI
qVo CaroLVs pLena LaVDe seCVnDVs oVat.
Hier heeft de bakker de overwinningsbanier geheven als zegeteken
Waarmee Karel, in volle glorie en onbedwingbaar, triomfeert.
Dit chronogram, waarin de hoofdletters het jaar 1697 aangeven, is een elegisch distichon van de hand van Petrus van der Borcht.
Het tweede chronogram is aangebracht in de boog boven de ingang en onder het borstbeeld van Sint Aubertus van Kamerijk, de patroon van de bakkers:
hIC qVanDo VIXIt MIra In paVperes pIetate eLVXIt
Toen hij leefde op deze aarde, blonk hij uit door zijn bewonderenswaardige vrijgevigheid jegens de armen
Het gebouw kwam gereed in 1699.
De drie traveeën aan de rechterkant vormden oorspronkelijk een apart gebouw, het Huis van Sint-Jacob. De ingang van dat pand bevond zich aan de Boterstraat.
In de jaren 1901-1902 werd het gebouw onder leiding van de architect Adolphe Samyn compleet gerestaureerd. Het achthoekige torentje, dat in de loop der tijd gesloopt was, kwam daarbij weer terug.
Momenteel is in Den Coninck van Spaignien een café-restaurant gevestigd.

## Architectuur
Het ontwerp van het gebouw wordt toegeschreven aan Jan Cosijn, die in elk geval belast was met het beeldhouwwerk.
De gevel van Den Coninck van Spaignien is bekleed met parement. De voorgevel bestaat uit zeven traveeën; daarmee is het gebouw een van de breedste van de Grote Markt.
Boven de boogvormige ingang is een borstbeeld van Sint Aubertus van Kamerijk, de patroon van de bakkers, aangebracht.
De eerste verdieping springt uit en wordt gedragen door acht steunberen, versierd met vergulde decoraties. De vensters zijn hoog en opgedeeld door montanten. Tussen de vensters staan pilasters met vergulde Ionische kapitelen. Onder de ramen zijn reliëfs aangebracht: om en om een medaillon met portret van een Romeinse keizer en een reeks zuiltjes.
Het hoofdgestel tussen de eerste en de tweede verdieping is versierd met een tandlijst. Tussen de tanden staat het chronogram met de tekst ter ere van Karel II, heer van de Spaanse Nederlanden.
Net als de eerste verdieping bestaat de tweede verdieping uit vensters die opgedeeld zijn door montanten met tussen de vensters pilasters. De kapitelen boven deze pilasters hebben een verguld acanthusblad. In het midden van de tweede verdieping is een sculptuur aangebracht die de overwinning van Karel II symboliseert. Het borstbeeld van de koning is omgeven door trofeeën en geketende slaven. Onder het borstbeeld staat het Nederlandse opschrift ‘Den Coninck van Spaignien’.
Als enige gebouw aan de Grote Markt heeft Den Coninck van Spaignien geen puntgevel, maar een plat dak, omgeven door een balustrade met daarop beelden van personen uit de antieke mythologie, zoals Mercurius en Hercules. Midden op het dak staat een achthoekig lantaarnvormig torentje.
De hoeken van dit torentje bestaan uit pilasters, uitlopend in kapitelen met vergulde acanthusbladeren. De top van het torentje bestaat uit een hoofdgestel en een koepel met een oculus, pinakels in de vorm van een olielamp en op de nok een standbeeld van een vrouw die op een trompet blaast.

## Foto’s

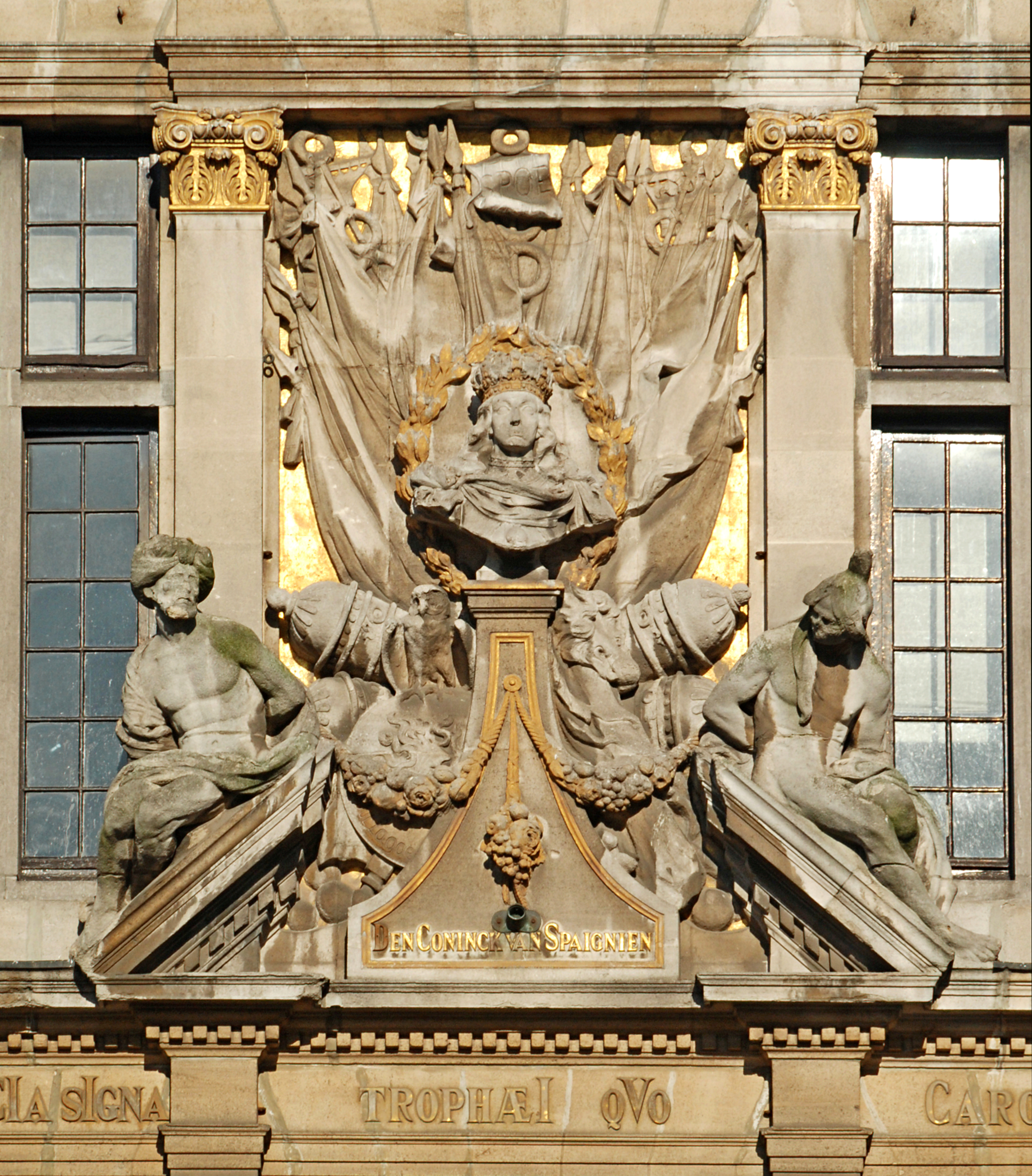
Gedenkteken voor de zege van Karel II van Spanje
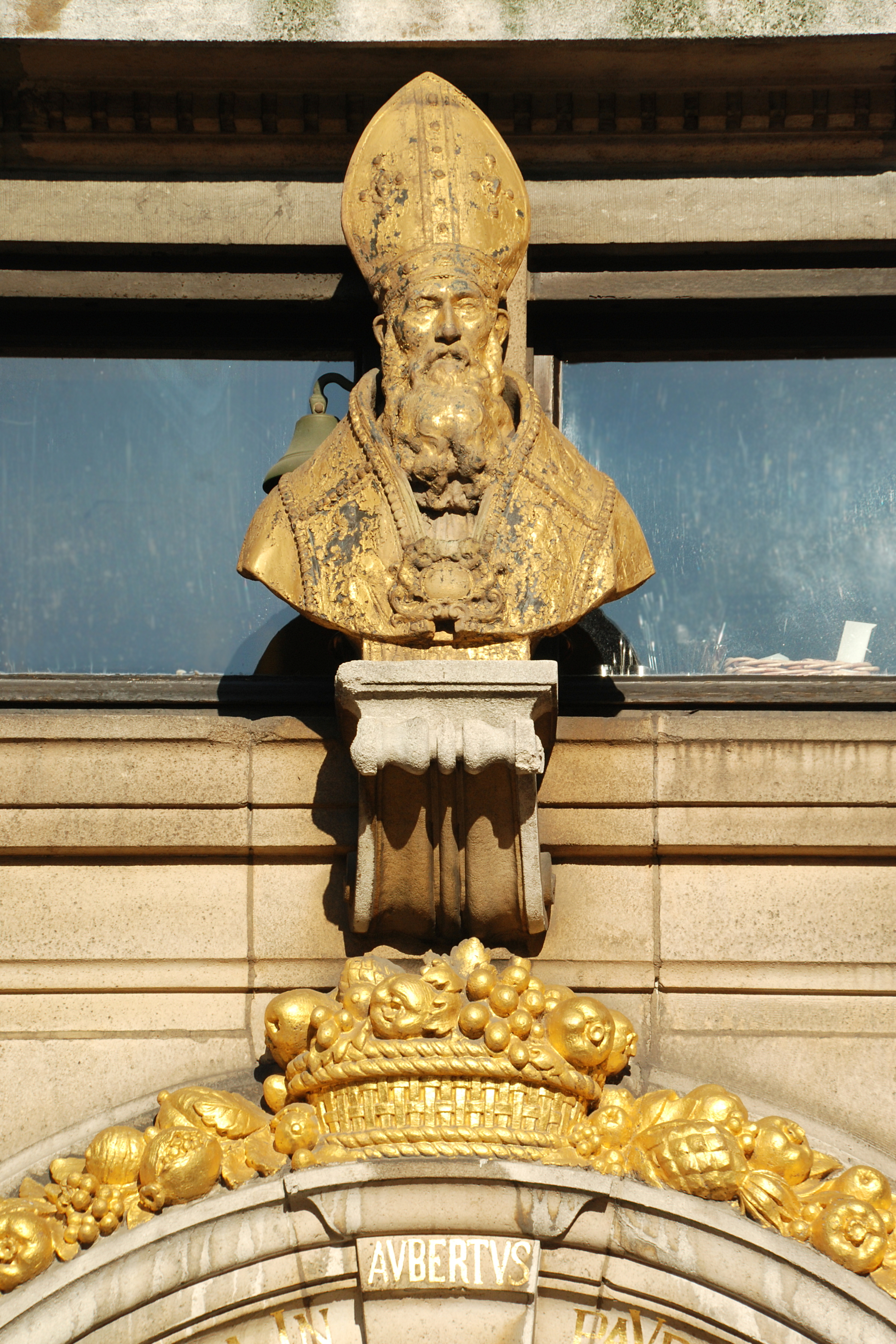
Sint Aubertus van Kamerijk, patroon van de bakkers
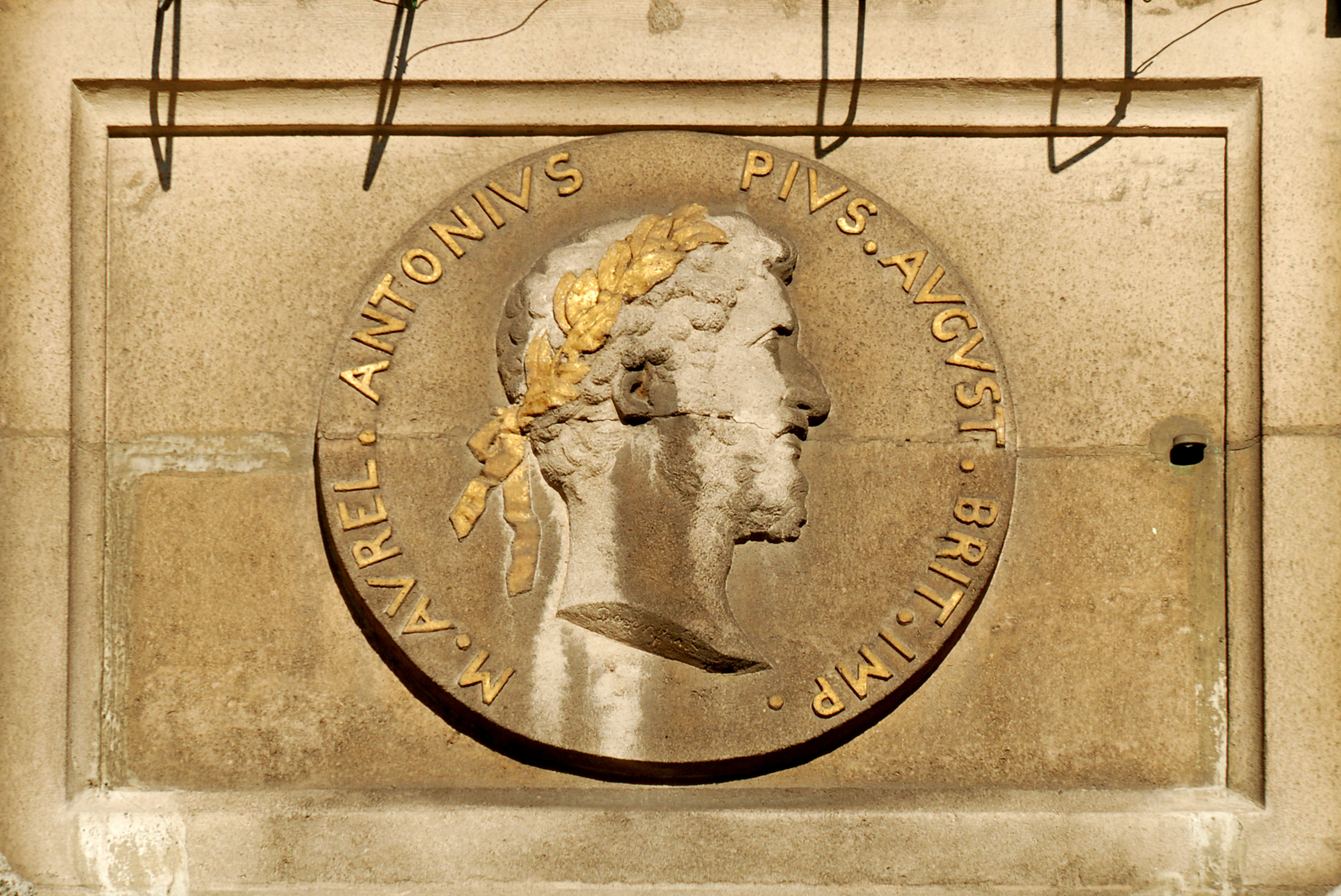
Medaillon met de beeltenis van Marcus Aurelius
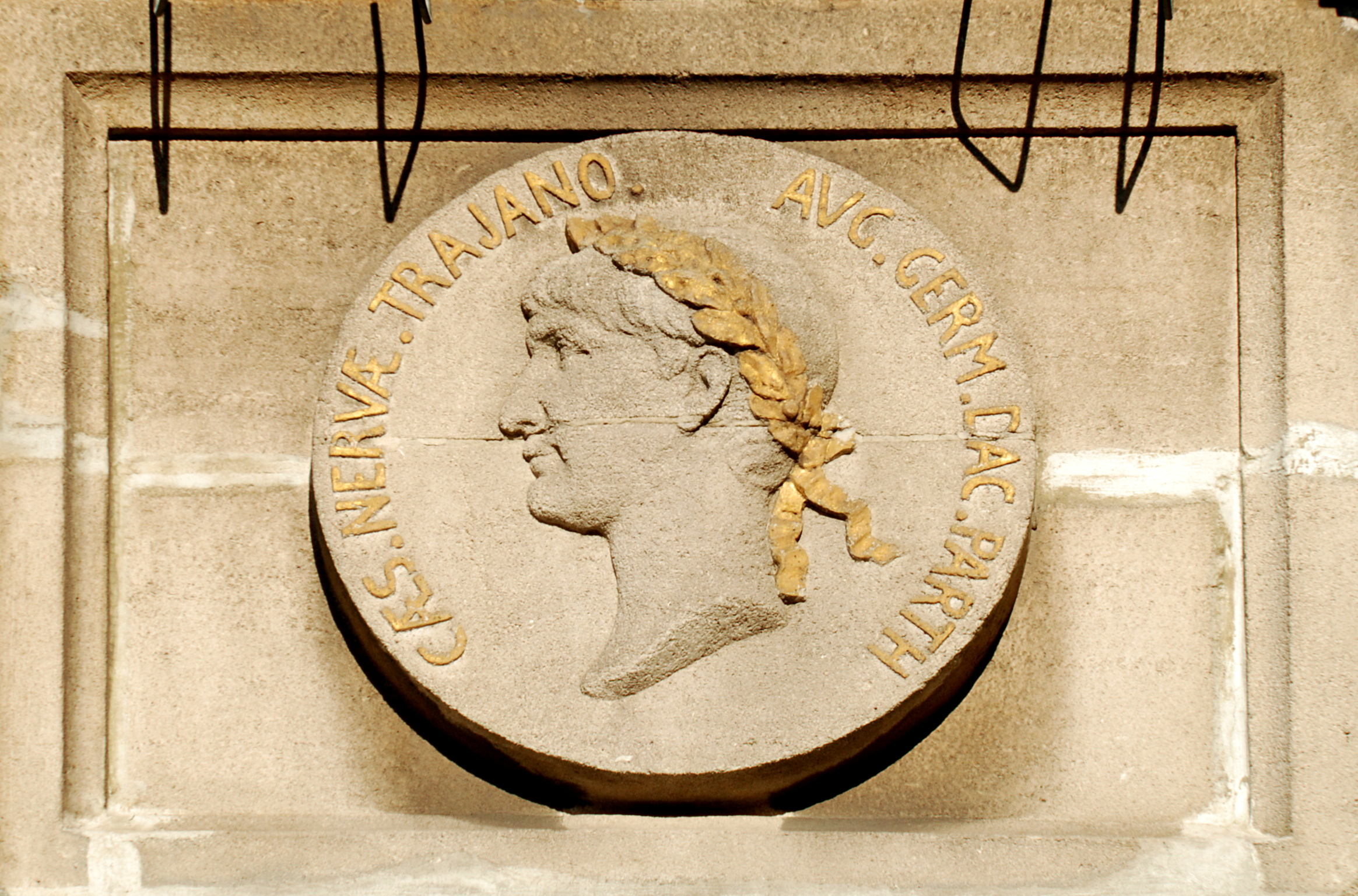
Medaillon met de beeltenis van Trajanus
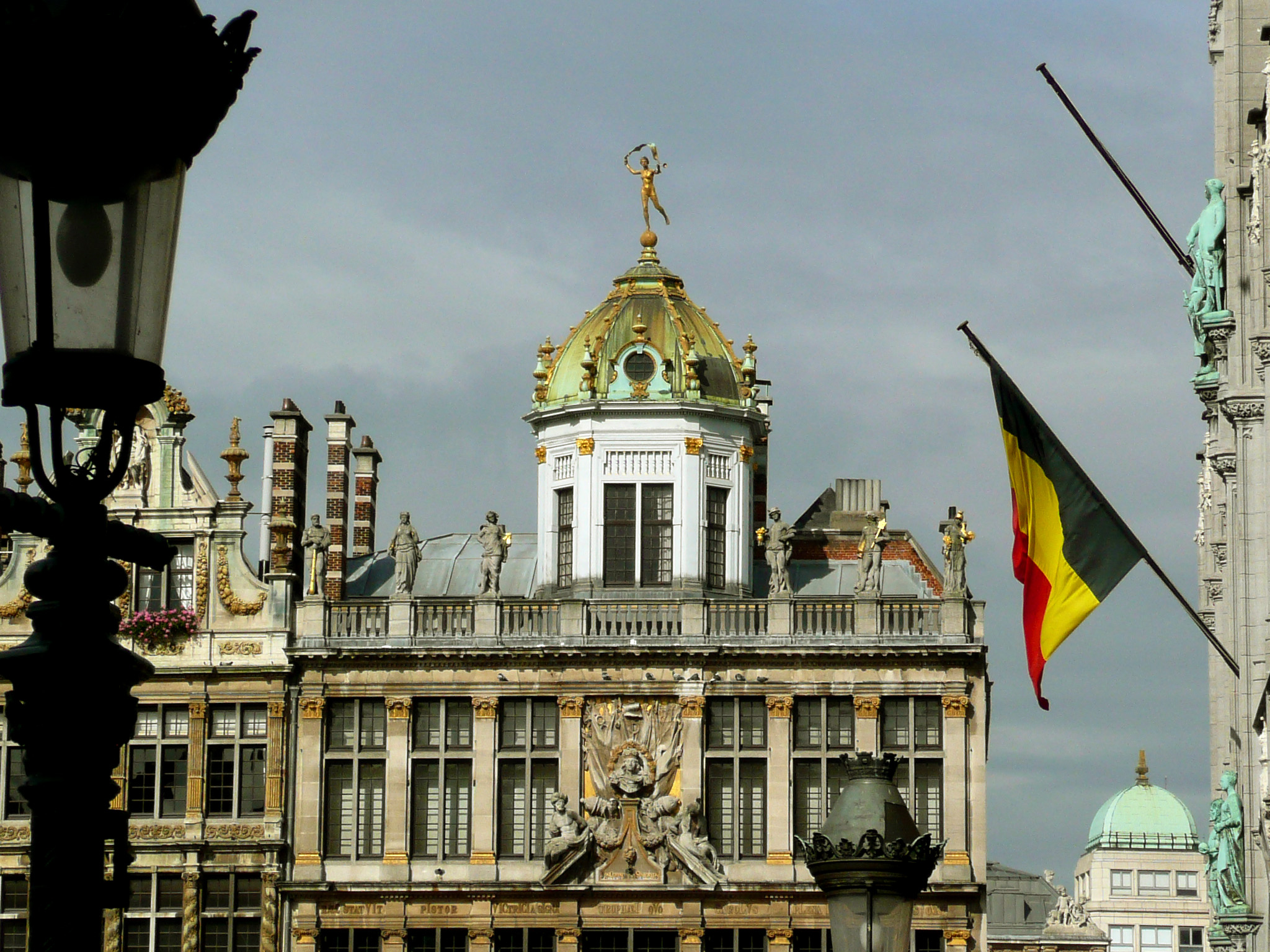
De tweede verdieping en het torentje
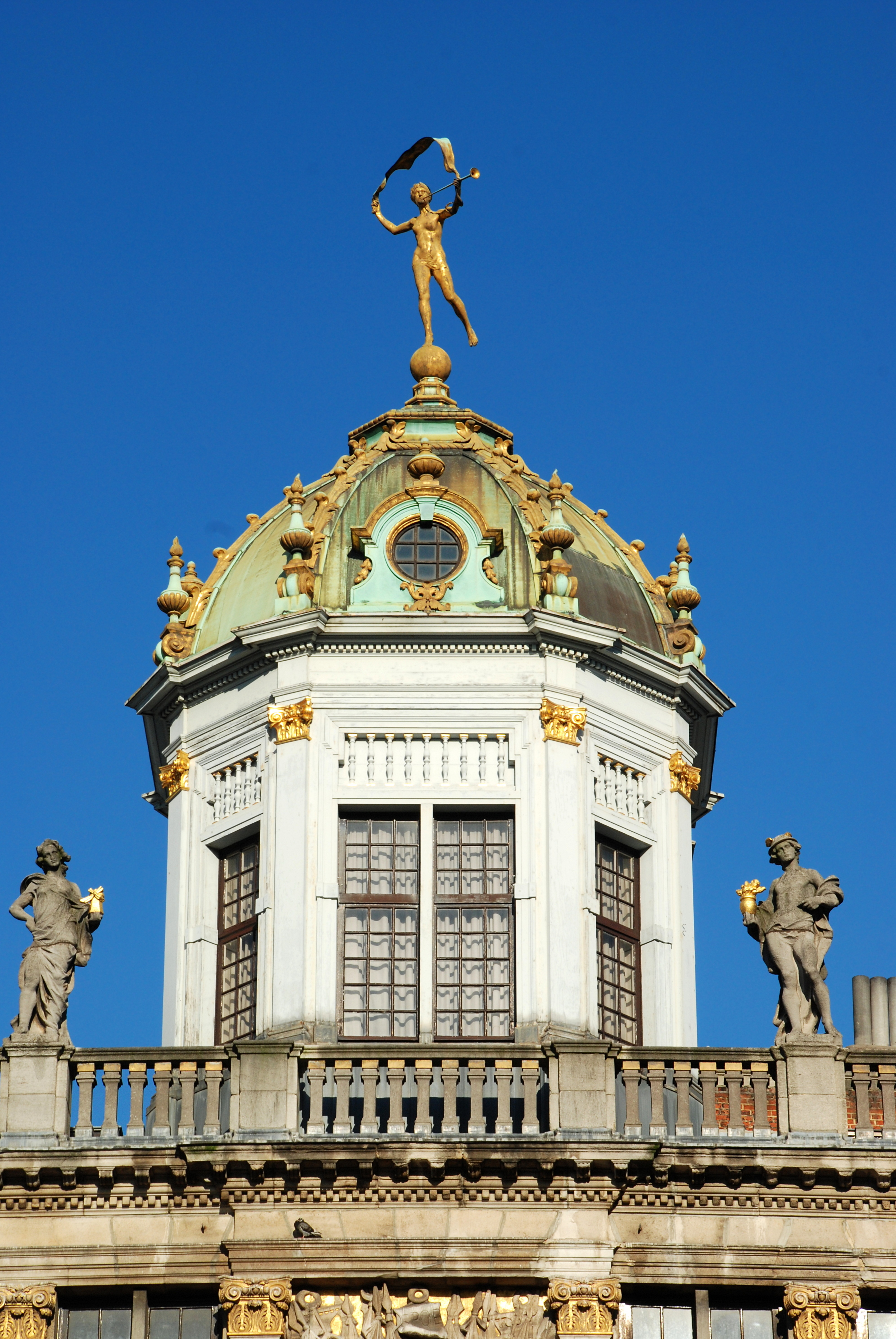
Het torentje